# Nemanja Nikolić (calciatore 1988)
Nemanja Nikolić (in serbo Немања Николић?; Valjevo, 1º gennaio 1988) è un ex calciatore montenegrino, di ruolo centrocampista.

## Carriera

### Club
Durante la sua carriera ha giocato con vari club, ma il suo cartellino apparteneva alla Stella Rossa.

## Palmarès

### Club

#### Competizioni nazionali
- Campionato bielorusso: 1

BATĖ Borisov: 2015